# Титанат калия
Титанат калия — неорганическое соединение,
соль калия и метатитановой кислоты с формулой K2TiO3,
бесцветные кристаллы,
растворяется в воде с гидролизом,
образует кристаллогидрат.

## Получение
- Сплавление оксида титана с поташем:

{\displaystyle {\mathsf {K_{2}CO_{3}+TiO_{2}\ {\xrightarrow {t^{o}C}}\ K_{2}TiO_{3}+CO_{2}\uparrow }}}
- Кипячение титановой кислоты в избытке (для подавления гидролиза) гидроксида калия:

{\displaystyle {\mathsf {H_{2}TiO_{3}+2KOH\ {\xrightarrow {100^{o}C}}\ K_{2}TiO_{3}+2H_{2}O}}}

## Физические свойства
Титанат калия образует бесцветные кристаллы
ромбической сингонии,
пространственная группа C mcm,
параметры ячейки a = 1,00283 нм, b = 0,69346 нм, c = 0,54534 нм, Z = 4.
Есть данные о тетрагональной ячейке, параметры ячейки a = 0,547 нм, c = 1,1660 нм. Титанат калия растворим в воде.

## Химические свойства
Водный раствор титаната калия неустойчив, и со временем соединение разлагается вследствие гидролиза на титановую кислоту, представляющую собой гидратированный диоксид титана переменного состава, и гидроксид калия. Для ускорения процесса через раствор можно пропустить углекислый газ:
{\displaystyle {\mathsf {K_{2}TiO_{3}+(x+1)H_{2}O+2CO_{2}\ {\xrightarrow {}}\ TiO_{2}*xH_{2}O+2KHCO_{3}}}}
Восстановление титаната калия водородом приводит к образованию титановых бронз состава NaxTiO2 (x = 0.20-0.25). Они представляют собой кристаллические порошки иссиня-чёрного цвета, обладают металлическим блеском и металлической проводимостью.
Титанат калия образует кристаллогидраты состава K2TiO3•4H2O.